# Liotipoma wallisensis
Liotipoma wallisensis is een slakkensoort uit de familie van de Colloniidae. De wetenschappelijke naam van de soort is voor het eerst geldig gepubliceerd in 2007 door McLean & Kiel.